# 郭虔瓘
郭虔瓘（644年—726年），名湛，字虔瓘，以字行，唐朝将领。七世祖郭献于南朝宋时定居齐郡临淄，后代又移居汝州阳翟颍川乡（今河南省禹州市），遂为阳翟人。祖父郭晟，唐初为太常卿、太原郡开国公。父郭庆，右监门卫将军、义章县开国子。
唐高宗麟德二年（665年），起家为左亲府，充辇脚侍奉。初任潼水府右都尉，后任至北庭副都护。开元初年（713年），为右骁卫将军兼北庭都护，金山道副大总管。开元二年（714年）春，突厥可汗默啜派遣其子移涅可汗及同俄特勤率精骑围攻北庭，郭虔瓘与副手郭知运率众固守。同俄特勤单骑亲临城下指挥作战，郭虔瓘派勇士埋伏于路左，突然发动，斩杀同俄特勤，突厥军见首领被杀，三军恸哭，便引兵撤退。默啜妹婿颉利发火拔石失毕与同俄特勤一同领兵，怕同俄之死引发默啜怪罪，于是带着妻子投奔唐朝。郭虔瓘以功被唐玄宗授为冠军大将军，行右骁卫大将军，进封太原郡开国公。開元四年（716年），陝王李嗣升為安西大都護，郭虔瓘奉詔转任安西副大都护，进封潞国公，但因领兵征讨西域，却无功而返，張孝嵩代替郭虔瓘為安西副都護。后来，历任凉州刺史、河西节度大使、右威卫大将军。開元四年，上奏家奴八人有戰功，求為游擊將軍，結果被宰相劾其恃功亂紀。开元十四年（726年）九月二日卒于京城大宁坊私第，享年八十三岁。

## 延伸阅读
[在维基数据编辑]
 《舊唐書·卷103》，出自刘昫《舊唐書》
 《新唐書·卷133》，出自《新唐書》